# Pfeiffera
Pfeiffera Salm-Dyck, 1845 è un genere di piante appartenente alla famiglia delle Cactaceae.
Il nome del genere è un omaggio al naturalista e scienziato tedesco Ludwig Karl Pfeiffer (1805-1877).

## Descrizione
Sono piante succulente epifite o litofite, con fusti nastriformi, ramificati, a sezione triangolare, areole pelose e di colore rossastro con al centro delle spine giallognole. I fiori lunghi circa 2 cm sono di color malva o bianco-rosa. I frutti piccoli e rotondi sono di colore rosso e molto succulenti.

## Distribuzione e habitat
Il genere è diffuso nelle Ande, dalla Bolivia all'Argentina occidentale.

## Tassonomia
Il genere Pfeiffera è stato a lungo oggetto di controversie riguardanti la sua validità, i suoi esatti confini e i suoi rapporti filogenetici. Descritto in origine come genere monotipico comprendente unicamente la specie P. cereiformis Salm-Dyck (sinonimo: P. ianthothele (Monv.) F.A.C. Weber) il genere ha avuto successivamente alterne vicende essendo da alcuni assorbito all'interno del genere Lepismium. Recenti studi filogenetici ne riconoscono invece la validità come genere a sé stante.
Attualmente al genere vengono attribuite le seguenti specie:
- Pfeiffera asuntapatensis (M.Kessler, Ibisch & Barthlott) Ralf Bauer
- Pfeiffera boliviana (Britton) D.R.Hunt
- Pfeiffera ianthothele F.A.C.Weber
- Pfeiffera miyagawae Barthlott & Rauh
- Pfeiffera monacantha (Griseb.) P.V.Heath
- Pfeiffera paranganiensis (Cárdenas) P.V.Heath

## Coltivazione
La coltivazione delle Pfeiffera richiede un terreno molto poroso composto da terra concimata torba e sabbia. L'esposizione sarà a mezzo sole o mezza ombra ma sempre in una posizione luminosissima con annaffiature regolari. Sebbene possa sopportare il freddo, gradisce una temperatura intorno ai 13 °C con annaffiature assenti nel periodo invernale.
La sua moltiplicazione può avvenire in qualsiasi stagione per talea di fusto che verrà lasciata asciugare e interrata in un composto di sabbia pura ad una temperatura di 21 °C; anche i semi andranno deposti in sabbia pura e fatti germogliare ad una temperatura di 21 °C e lasciati così fino al raggiungimento della grandezza adeguata all'invasamento.